# Linckia multifora
La estrella de mar florida (Linckia multifora) es una especie de estrella de mar de la familia Ophidiasteridae en el orden Valvatida.

## Morfología
Tiene cinco, seis o siete brazos cilíndricos con las puntas redondeadas. Son más frecuentes los individuos con seis o siete brazos que los de cinco.
Su color de fondo es crema, marrón, verde o blanquecino, y está moteado en tonos marrón, gris, rojo, beige o púrpura. Dependiendo de la proporción exacta y la combinación de los pigmentos en la estrella, los colores pueden variar.
Se desplazan gracias a la actividad de los miles de podios de la superficie oral, permaneciendo los brazos de la estrella de mar más o menos estáticos respecto al disco central. El movimiento en la mayoría de casos es un deslizamiento suave y lento.
Puede alcanzar un diámetro de 15 cm. 

## Alimentación
Algas filamentosas, detritos, microorganismos presentes en la arena y la roca viva.

## Reproducción
No presenta dimorfismo sexual. Se reproduce tanto sexual como asexualmente.
Generan gametos libremente en el agua por encima de ellos. Si un macho y hembra desovan en las proximidades el uno del otro, los huevos fecundados se desarrollan en larvas que se alimentan en un par de días. Estas larvas pasan cerca de 28-30 días en la columna de agua antes de asentarse sobre una superficie dura en el arrecife y hacer la metamorfosis en una versión pequeña de la estrella adulta. 
Esta especie se caracteriza por su gran capacidad de regeneración: a partir de un trozo puede llegar a regenerarse espontáneamente un individuo completo.

## Galería

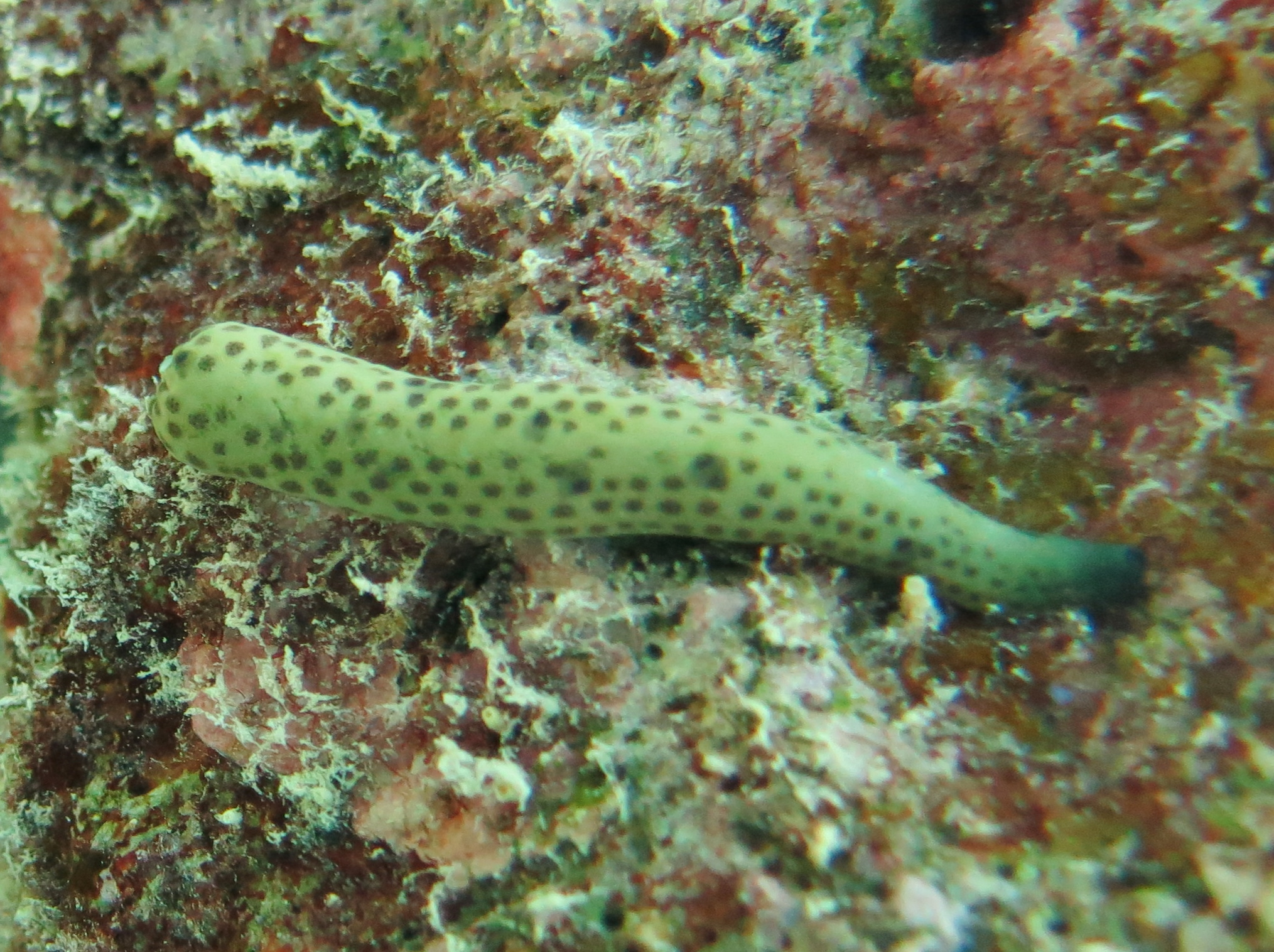
Brazo aislado de L. multifora, del que se generará un nuevo ejemplar completo.
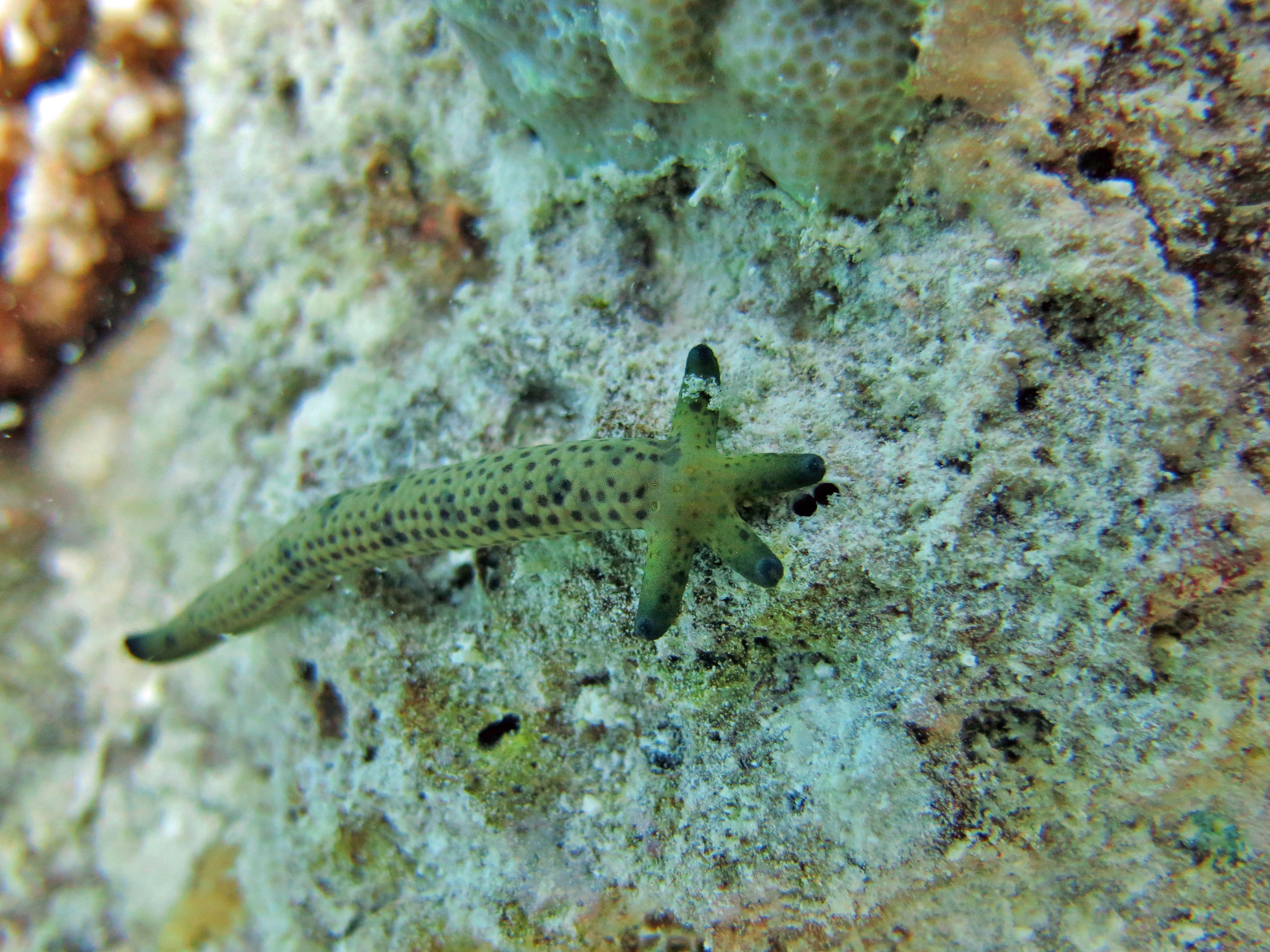
Brazo generando un nuevo ejemplar.
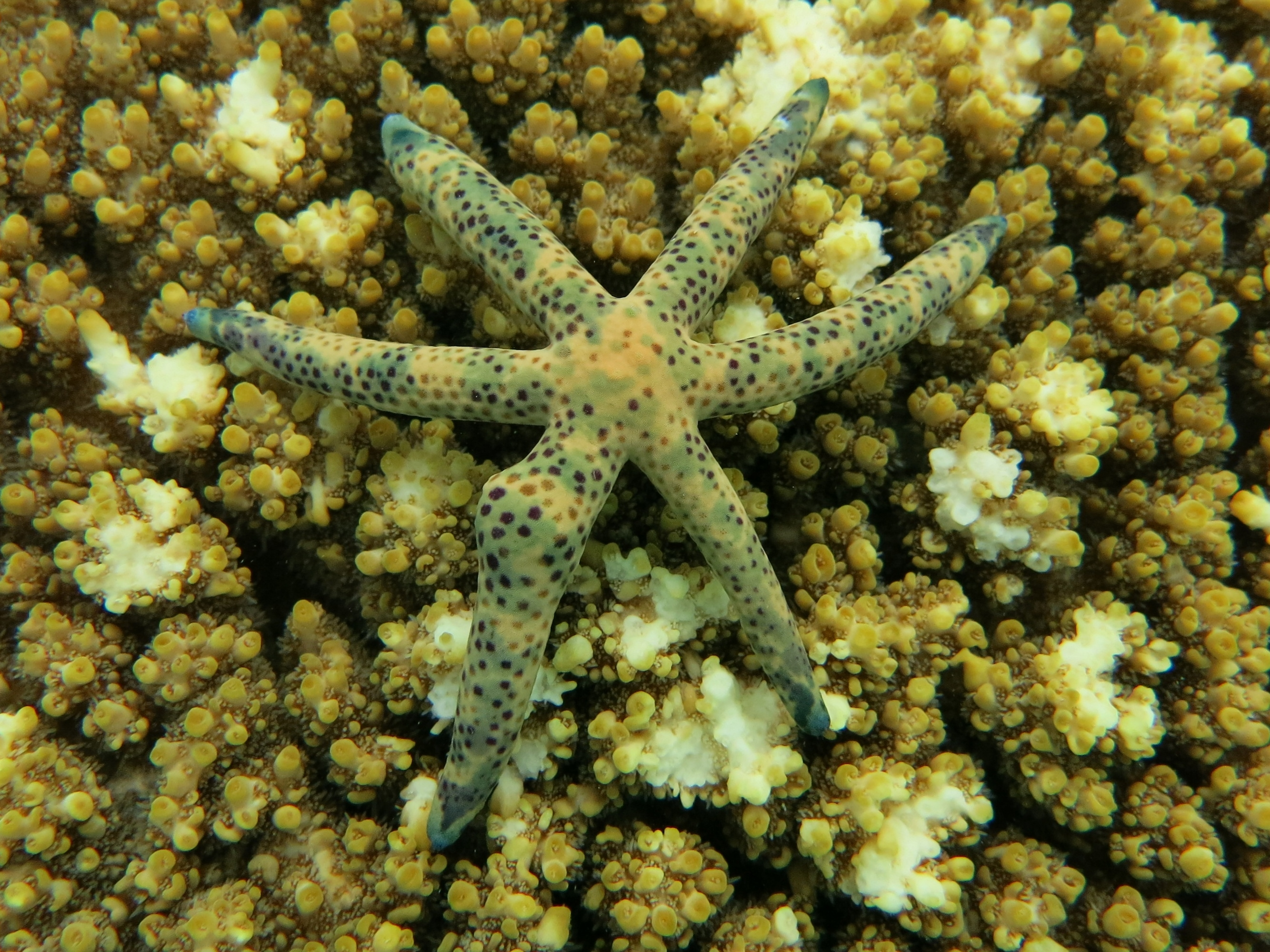
L. multifora con seis brazos.
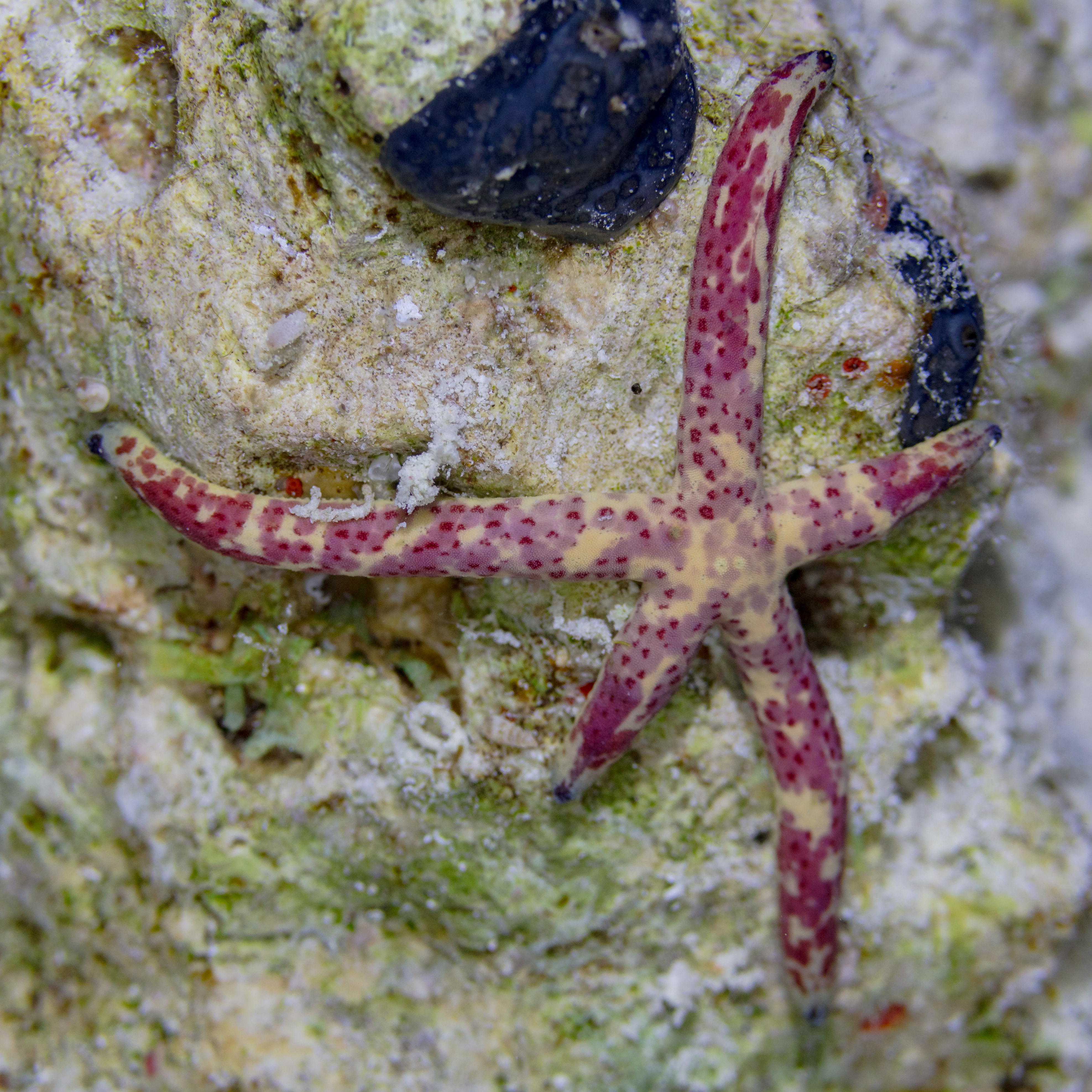
Ejemplar en el mar Rojo.
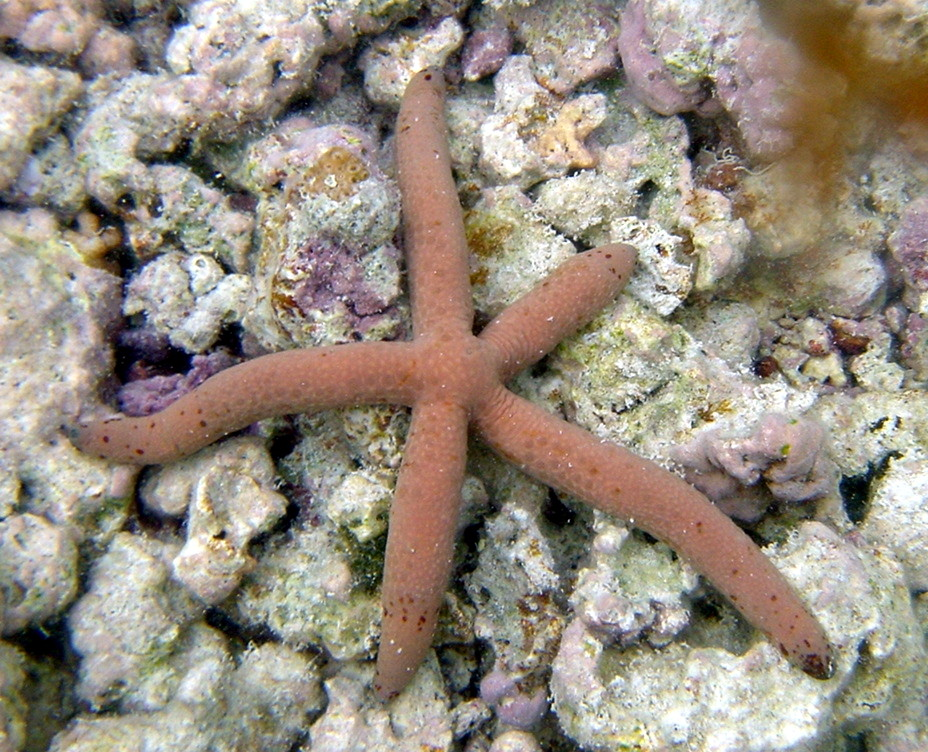
L. multifora en Hawái.
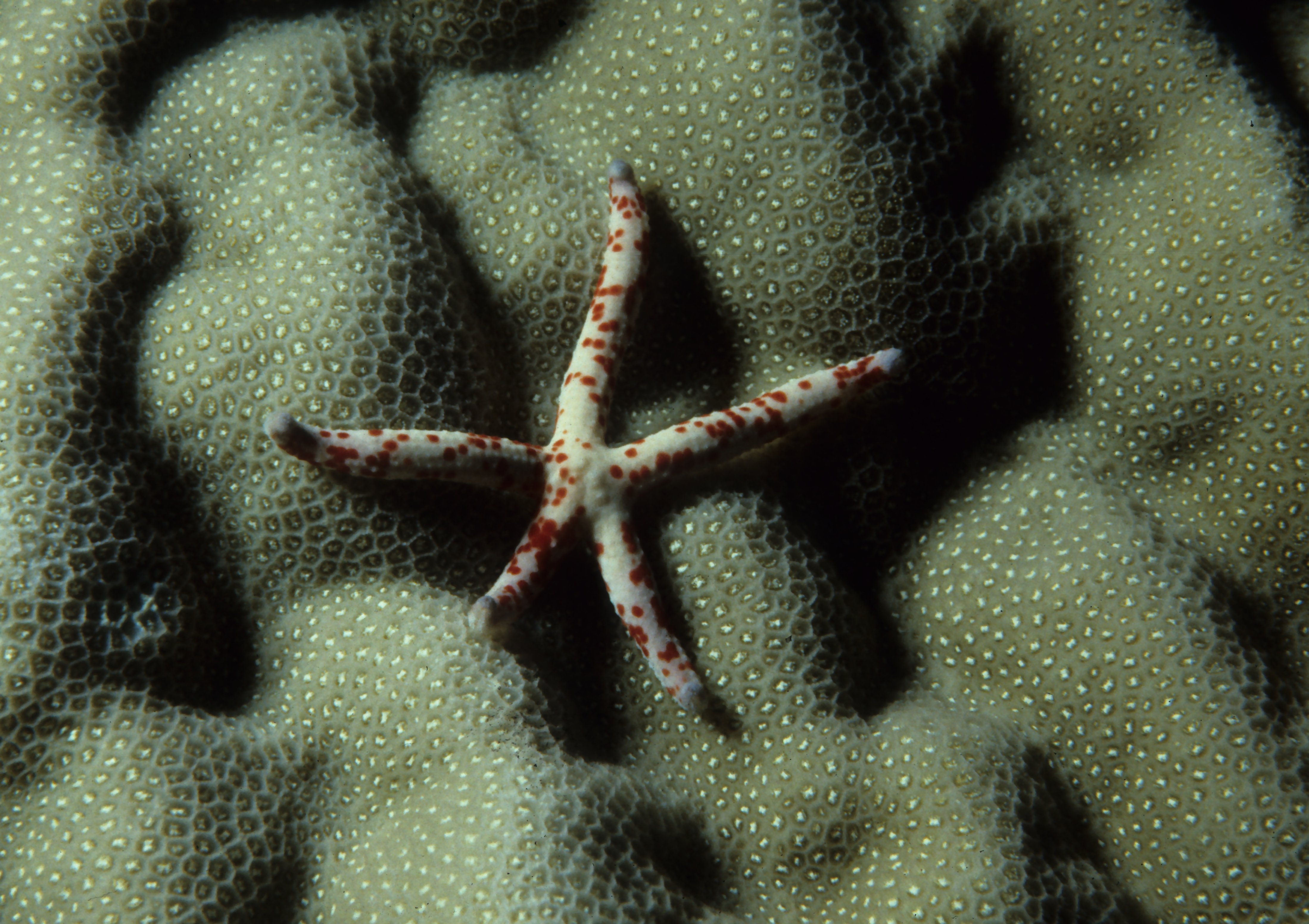
Sobre coral duro en la Gran Barrera de Arrecifes australiana.

## Hábitat
Especie béntica asociada a arrecifes. Entre 0 y 46 m de profundidad, aunque se reportan localizaciones hasta los 213 m, y en un rango de temperaturas entre 19.79 y 28.95 °C.

## Distribución geográfica
Se distribuye en las aguas tropicales del océano Indo-Pacífico, desde las costas de África oriental hasta las islas Hawái.
Está presente en Australia, isla Christmas, Emiratos Árabes Unidos, Filipinas, Fiyi, Hawái, Hong Kong, Indonesia, Japón, Maldivas, Mauricio, Micronesia, Mozambique, Nueva Caledonia, Palaos, isla de Pascua, Pitcairn, Polinesia Francesa, Catar, Samoa, Seychelles y Sri Lanka.